# Strahinja Milošević
Strahinja Milošević (en serbe : Страхиња Милошевић), né le 25 septembre 1985, à Novi Sad, en République fédérative socialiste de Yougoslavie, est un joueur serbe de basket-ball. Il évolue au poste d'ailier.

## Palmarès
- Champion de Serbie 2008, 2009, 2010
- Coupe de Serbie 2008, 2009, 2010
- Champion de Hongrie 2014, 2015, 2016
- Coupe de Hongrie 2014, 2015, 2018
- Ligue adriatique 2008, 2009, 2010
- 3e de l'Universiade d'été de 2005
- Finaliste de l'Universiade d'été de 2007
- Vainqueur de l'Universiade d'été de 2009